# Brás Luís de Abreu
 Brás Luís de Abreu 
Nasceu em 1692 e faleceu em 1756. Foi um Médico português. Nasceu em Leiria; foi exposto em Coimbra em cuja Universidade se formou em Medicina. Exerceu a sua actividade no Porto e, em 1718, casou com D. Josefa Maria de Sá, de quem teve oito filhos. Por motivos que se desconhecem, em 1732, o casal resolveu abraçar a vida religiosa. Deixou diversa obra sobre a sua especialidade e textos literários, em especial o drama Aguilas Hijas dei Sol que Vuelan sobre Ia Luna e que celebra a vitória das águias dos Habsburgo sobre o Império Otomano.
Era conhecido, por razões óbvias, como «Olho de Vidro», e a sua vida inspiraria um romance a Camilo.